# Red Bull GmbH
Red Bull GmbH je rakouská firma vyrábějící nápoj Red Bull, evropskou obdobu thajského energetického nápoje Krating Daeng. Firmu založil v roce 1984 Dietrich Mateschitz. Red Bull GmbH fyzicky nevlastní jediné výrobní zařízení, kde se její energetický nápoj vyrábí – to, o co se stará, je marketing a branding. Hodnota této značky je kolem 5,536 mld. dolarů.

## Sport
Red Bull je majitelem několika sportovních celků:
- Red Bull Brasil – fotbalový tým, momentálně hrající brazilskou Campeonato Paulista (Série A2)
- RB Leipzig – fotbalový tým, momentálně hrající německou Bundesligu
- New York Red Bulls – fotbalový tým hrající severoamerickou Major League Soccer
- Red Bull Racing – tým Formule 1
- Visa Cash App Racing Bulls – tým Formule 1 (dříve Scuderia Alpha Tauri nebo Scuderia Toro Rosso)
- Team Red Bull – tým americké automobilové série NASCAR.
- FC Red Bull Salzburg – tým nejvyšší rakouské fotbalové soutěže
- EC Red Bull Salzburg – tým nejvyšší rakouské hokejové soutěže
- EHC Red Bull München - tým nejvyšší německé hokejové soutěže